# Royal Rugby Club Visé
 (juin 2024).
Si vous disposez d'ouvrages ou d'articles de référence ou si vous connaissez des sites web de qualité traitant du thème abordé ici, merci de compléter l'article en donnant les références utiles à sa vérifiabilité et en les liant à la section « Notes et références ».
Maillots
Dernière mise à jour : 6 juin 2024.
Le Royal Rugby Club Visé est un club de rugby à XV belge, basé à Visé, en Région wallonne dans la province de Liège.
Le club possède le matricule 21. Il évolue en Division nationale 2 lors de la saison 2024-2025.

## Histoire

### 1970-71 Création du Rugby Club de Visé
Dès les années 1960, on parle de rugby dans les travées de la Cité de l'Oie. Mais il faut attendre 1970 pour qu'une équipe et un club émerge réellement à Visé. Henri Cuitte, ancien entraîneur du RFC Liège Rugby, Jacques Pirlot et quelques autres membres de l'ARAL Slins (ex-Red Blue Tilf, ensuite ARAL Seraing, XV Seraing) fondent le Rugby Club de Visé. Le club reçoit le matricule 21. La première saison 1970-1971 démarre en fanfare et le club manque, de peu, la montée en division 1.

### 1971-74 Des débuts compliqués
En manque de stabilité et d'effectifs, le XV de la Cité de l'Oie peine à s'imposer en division 2 durant ces trois saisons.

### 1974-75 L'espoir renaît
L'entraîneur Jimmy Donnelly et son équipe terminent premier de leur pool qualificative mais échouent de peu à la montée en division 1.

### 1976-77 L'effort
Visé place son premier trophée sur l'étagère : la Coupe de l'Effort. Celle-ci est une coupe alternative mettant en compétition les équipes non-qualifiées et éliminées de la Coupe de Belgique.

### 1977-78 La montée
Sous les ordres de Maurice Séba, les Bleu et Blanc parviennent enfin à monter en division 1 belge en remportant le championnat. C'est également en 1978 que le club lance son école de rugby ainsi que le Tournoi du 1er mai (juniors).

### 1978-79 Place au rugby
Le club déménage et profite d'installations 100 % destinées à la pratique du rugby.

### 1979-80 L'école des jeunes
Le Rugby Club Visé propulse son école des jeunes et accueille désormais les enfants de 6 à 12 ans. Le premier entrainement est cocasse : trois entraîneurs pour trois joueurs.

### Années 1980 Stabilisation en division 1
Avec la génération Wathelet, Vercheval, Firket, De Meester, Chastreux, Linotte et les frères Otten, le club se stabilise en division 1. En 1981, le XV de la Cité de l'Oie est en finale de la Coupe de Belgique face à l'AVIA Kituro.
Après un petit passage en division inférieure, le club est champion de D2 à nouveau en 1982 et continue de remonter.
Au terme de la saison 83-84, Visé se retrouve à la troisième place du championnat belge.
En 85-86, c'est sur la seconde marche du podium que Visé clôture son exercice. Cette saison est également ponctuée par une seconde Coupe de l'Effort.
Pendant ce temps, les équipes de jeunes donnent la plus grande satisfaction jusqu'à remporter le tournoi d'Hagondange (France) en 1990.

### Années 1990 Montée en puissance
Après une fin de décennie 1980 un peu moins exaltante, le club reprend des couleurs. Sous les présidences successives d'Yves Prête, Joseph Fastré et ensuite Laurent Otten, le club réintègre peu à peu les hautes sphères du rugby belge. Les arrivées de joueurs internationaux et de haut niveau tels que Jérôme Fondriesschi, Philippe Clément, les frères Masset ou encore Rémy Louis, permettent au club d'à nouveau se battre pour le titre, sous la houlette d'Alain Teheux et d'Alain Vercheval. En 1990, Visé lance les bases du Tournoi de l'Oie.
En 1997, le XV de la Cité de l'Oie remonte en division 1 après un nouveau passage en division inférieure.
En 1998, les Visétois se retrouvent une fois de plus en finale de la Coupe de Belgique face au Kituro.
La saison 1998-1999 se termine par une finale de championnat D1 perdue face à Boitsfort. Visé est vice-champion de Belgique.
Durant les années 1990, de nombreux Visétois sont convoqués en équipe nationale dont Laurent Otten qui en deviendra même le capitaine.

### 1999-00 Le doublé
L’équipe s’impose comme le leader incontesté en Belgique puisqu’elle s’impose tant en championnat qu’en Coupe de Belgique. Lors de cette dernière, Visé se défait de Boitsfort en finale (13-6). En championnat, c’est l’ASUB qui a subi la loi des Visétois (14-3). Thierry Masset est également sacré Ballon d’Or.
C’est la fin de carrière d'Alain Teheux qui aura entraîné Visé durant 23 ans. Il cède sa place au Corse Éric Daniel, installé à Aix-la-Chapelle.

### 2000-01 La belle histoire continue
Les joueurs Bleu et Blanc terminent à nouveau à la seconde place du championnat qui verra, cette fois, s'imposer Boitsfort.

### 2001-05 Fin de cycle
Après l'apogée de l'an 2000 et l'élan 2001, de nombreux joueurs mettent fin à leur carrière et la qualité de l'équipe s'en ressent. Durant les deux premières saisons, Visé bataille tant bien que mal. À la fin de l'exercice 2003-2004, l'équipe s'accroche à la 7e place. Tandis qu'en 2005, c'est la descente : avec aucune victoire, Visé termine dernier et descend à nouveau en division 2 nationale.

### 2005-06 Remontée instantanée
À la surprise générale, le XV de la Cité de l'Oie remonte directement en première division. Portée par des jeunes joueurs issus de la formation, des Français en provenance du Barbou ainsi que de vieux grognards tels que le capitaine Jean Kabran, l'équipe dirigée par Fabien Séba et Danny Wathelet est championne de D2 à nouveau.

### 2006-07 Et puis s'en va
L'équipe termine dernière et descend à nouveau en division 2.

### 2007-08 Lot de consolation
L'équipe termine à la troisième place derrière le BUC Saint-Josse et le Kituro cette année là. Néanmoins, Visé remporte sa troisième Coupe de l'Effort face à Heusden-Zolder (102-3). C'est la plus large victoire enregistrée dans une finale belge.

### 2008-09 Triple victoire
Avec les entraîneurs Dany Wathelet et Didier Desplanque, la génération Grimoin, Le Guern, Dedée, Wilkin et les capitaines Thierry Masset et Rémy Chamayou, Visé remporte le championnat. De son côté l'équipe réserve du capitaine Arnaud Del Monaco s'impose également, invaincue. Les vétérans remportent, eux, la Godasse d'or, trophée du championnat officieux opposant les différentes équipes vétérans.

### 2009-10 Dernière saison en D1
Trop juste, l'équipe ne parvient pas à perdurer et termine à la dernière place du championnat, à deux points d'écart des voisins du Coq Mosan.

### 2010-11 Bataille pour le podium
Visé termine son championnat à la troisième place du classement à ex-aequo de points avec l'Antwerp RC.

### 2011-13 Ventre mou et finale au Heysel
Les Bleu et Blanc bataillent au milieu de classement et terminent à la cinquième place. Les effectifs diminués conjugué à la montée en puissance de certains clubs du nord du pays, Visé entame tout doucement un triste déclin de résultats. Les joueurs de Thierry Masset décrochent néanmoins une quatrième Coupe de l'Effort au bout d'une finale disputée face au Standard Chaudfontaine au Petit Heysel (14-13). La saison suivante, l'équipe entraînée par Jean-François Duchesne termine l'année à la sixième place du classement D2. En 2013, un groupe de joueurs seniors organisent le premier Rugby Day et accueille le club d'Ay, originaire de Champagne.

### 2013-14 La chute
Une saison à oublier pour le XV de la Cité de l'Oie. L'équipe termine dernière de division 2 avec aucun point. Malgré les efforts des joueurs emmenés par le capitaine Damien Michaelis, c'est la première descente en division 3 pour Visé.

### 2014-15 La descente continue
Plus rien ne va pour l'équipe fanion bassimosane. C'est une seconde descente successive pour l'équipe coachée par Jean-René Faye'après une clôture à la dernière place en division 3. Cette nouvelle descente sonne la fin de l'équipe réserve et la première descente en championnat régional pour Visé.

### 2015-16 Première saison en championnat régional
Avec des effectifs diminués et des joueurs inexpérimentés, Jean-René Faye tente de reconstruire son équipe. Les Visétois sont battus en demi-finale de championnat face aux Brussels Citizen, un nouveau club de la capitale qui balayera tout sur son passage.

### 2016-17 Finale et remontée
Visé renoue avec la victoire et remporte le championnat régional au terme d'une finale disputée à Waterloo face au Standard Chaudfontaine. Dirigée par Marc Scheepers, l'équipe retrouve la division 3 nationale.

### 2017-18 Reprise compliquée
Toujours sous les ordres de Marc Scheepers, Visé se bat tant bien que mal en division 3 et clôture sa saison à la 8e place et évite la zone rouge.
C'est en fin de saison qu'ont lieu les premiers entrainements de la toute nouvelle équipe féminine visétoise.

### 2018-19 Nouveau souffle
Avec un nouveau staff constitué de Simon Gabriel et Fabian Renquin, les Visétois renouent avec le succès et finissent à la quatrième place du championnat après une seconde partie quasi sans faute.
Ce sont les débuts de l'équipe féminine. Jeune et inspirée, cette nouvelle phalange termine première de sa pool challenge.

### 2019-20 Stabilité et ambitions
La saison débute avec l'arrivée d'un nouveau renfort dans le staff de l'équipe senior. Pierre Mawet, auparavant entraîneur du Hesby Huy et de B.W.Est pose ses valises à Visé. Son expertise sera bénéfique aux joueurs visétois. L'équipe senior propose un jeu plus moderne, plaisant et efficace. Avec Simon Gabriel, ils instaurent un plan de jeu adapté au championnat, ce qui permettra aux Bleu et Blanc et monter crescendo dans le championnat.
À cause de la crise sanitaire liée au Covid-19, la saison se termine de manière prématurée et Visé termine à nouveau quatrième de son championnat, n'ayant pas l'occasion de continuer sa progression.

### 2021-22 Champion et montée en D2
Après une saison exceptionnelle ponctuée de victoires mémorables, le XV de la Cité de l'Oie remporte le championnat de division 3 au détriment de Gent RFC et après une ultime victoire à domicile face au Tournai RC. Les joueurs coachés par Pierre Mawet et Thomas Brouillard sont déclarés champions à la dernière journée de championnat.
Le titre aurait pu leur revenir un peu plus tôt. En effet, Visé se déplaçait à Gand dans la plus grande effervescence le 8 mai 2022, avec pas moins de trois cars de supporters remplis et la fanfare Houm Papa Band, pour un match qui aurait pu sceller l'issue du championnat. Malheureusement, les Blues s'inclineront 19 à 13 dans ce match au sommet, ce qui n'a pas empêché les centaines de supporters mués de faire le fête ensemble.

### 2023-24 Objectif play-offs
Pour sa seconde saison en 2e division nationale, le Royal Rugby Club Visé montre de nouvelle ambitions. Le dernier exercice a été prometteur avec une  cinquième place au classement final. Malheureusement, les play-offs furent annulées en cours de saison 2022-23.
Cette fois-ci, les play-offs auront bien lieux et il s'agit de l'objectif fixé en début de saison par le conseil d'administration et le staff. Objectif rempli avec une nouvelle cinquième place glanée et sécurisée en fin de championnat. Les joueurs emmenés par le capitaine Thomas Lurkin tomberont néanmoins face à Namur, dauphin du championnat. L'équipe s'inclinera lourdement à Jambes dans cette demi-finale de play-offs, mettant un terme à la saison.
Dans les catégories de jeunes, les moins de 16 ans se qualifient pour la division 1 Gold, avant d'être reversés en division 1 Silver à la suite d'un recours de l'Antwerp. Ils finissent néanmoins champions de cette poule pourtant relevée.
En avril, le club accueille les finales nationales des moins de 12 ans du Belgian Youth Festival.

## Autres équipes
Les équipes seniors disputent le championnat en division 2 nationale et division 2 réserve. Le groupe est encadré par Thomas Brouillard et Matthews Dancs.
L'équipe féminine du Royal Rugby Club Visé existe depuis 2018. Elle dispute actuellement le championnat de division 3 nationale.
L'équipe des moins de 18 ans officie en championnat de division 3 nationale.
L'équipe des moins de 16 ans officie en championnat de division 1 nationale.
L'équipe des moins de 14 ans officie en championnat de division 2 nationale.
L'école des jeunes regroupe les catégories de 6 à 12 ans du club. Ces équipes ne jouent pas en compétitions sous forme de championnats mais plutôt lors de tournois ponctuels organisés aux quatre coins de la Belgique.
Depuis 2019, le club a ouvert une section réservée au jeunes enfants âgés de 3 à 4 ans. Cette catégorie, un peu spéciale, prend la forme d'ateliers de psychomotricité avec ballon.
L'équipe vétéran du RRCV accueille les joueurs de plus de 35 ans. L'équipe participe à des tournois ponctuels.

## Infrastructures
Le club possède un stade dans la ville de Visé, situé à proximité du hall omnisports. Ce stade comprend deux terrains de rugby, un Club House et un accès à un terrain synthétique partagé avec plusieurs équipes de football. Les joueurs peuvent également accéder gratuitement à la salle de musculation du hall omnisports de la Ville de Visé.

## Palmarès
- Vainqueur du Championnat de Belgique en 2000
- Vainqueur du Championnat de Belgique de 2e division en 1978, 1982, 1997, 2006 et 2009
- Vainqueur du Championnat de Belgique de 3e division en 2022
- Vainqueur de la Coupe de Belgique en 2000
- Vainqueur de la Coupe de l'Effort en 1977, 1986, 2008 et 2012

## Évènements
Club actif, le RRCV organise de nombreux évènements chaque saison. Les plus marquants d'entre-eux ces dernières décennies sont :
- Le Tournoi de l'Oie : Un tournoi international pour les joueurs des écoles des jeunes fondé en 1990 et arrêté en 2023.
- Les RugbyDays : Un weekend de festivités mêlant rugby, activités et soirées dansantes. La première édition a eu lieu en 2013.
- La Chasse aux Bières : Une activité en plein-air ouverte au grand public qui s'articule autour d'un jeu de collecte de bières et trésors éparpillés sur une vaste plaine.
- Les festivités du 50e anniversaire : Des micro-évènements organisés en 2022 à l'occasion des 50 ans (en 2020, reporté pour cause de pandémie) et du titre de " royal " venu s'ajouter au nom du club.